# Cyproteron
Cyproteron je chemická sloučenina, která ve formě soli kyseliny octové, tzn. jako cyproteron acetát působí jako antiandrogen, blokuje účinky testosteronu na organismus. Je to účinná látka léků používaných v případě, kdy je nutné utlumit pohlavní pud, při léčbě nadměrného libida a pohlavních deviací nebo pro chemickou kastraci pacientů s neoperovatelným nádorem prostaty, dále se využívá při hormonální léčbě transsexuálů („z muže na ženu“), u žen je indikovaný při léčbě nadměrného ochlupení, plešatosti nebo těžkého akné.
Cyproteron je steroidní kompetitivní inhibitor testosteronu a jeho metabolitu dihydrotestosteronu, obsazuje a blokuje v tkáních receptory pro testosteron a tak potlačuje jeho funkci. Prostřednictvím svého progestagenního působení také působí negativní zpětnou vazbou na osu hypotalamus-hypofýza, což snížením sekrece luteinizačního hormonu snižuje tvorbu testosteronu ve varlatech Vykazuje též i určitou glukokortikoidní aktivitu.
V České republice jsou registrovanými léčivými přípravky obsahující cyproteron acetát speciality Androcur, Cyproplex, Cyproteronacetát Italchimici a Cysaxal, dále je v kombinaci s ethinylestradiolem obsažen v některých ženských antikoncepčních přípravcích, zvláště je-li cílem léčba těžkého akné nebo hirsutismu (Diane-35, Vreya, Minerva, Chloe) a v kombinaci s estradiolem se používá k substituční terapii při nedostatku estrogenů u žen v přípravku Climen